# Dumbrava (Grănicești), Suceava
Dumbrava este un sat în comuna Grănicești din județul Suceava, Bucovina, România. În trecut localitatea avea numele de Găureni germană Gaureny.

## Obiective turistice
- Biserica de lemn din Dumbrava - datând din secolul al XVIII-lea sau al XIX-lea; se află în cimitirul satului.

## Recensământul din 1930
Componența etnică a satului Dumbrava
     Români (97,3%)
     Germani (0,5%)
     Evrei (2,2%)
Componența confesională a satului Dumbrava
     Ortodocși (97,3%)
     Mozaici (2,2%)
     Evanghelici\Luterani (0,5%)
Conform recensământului efectuat în 1930, populația satului Dumbrava se ridica la 346 locuitori. Majoritatea locuitorilor erau români (97,3%), cu o minoritate de germani (0,5%) și una de evrei (2,2%). Din punct de vedere confesional, majoritatea locuitorilor erau ortodocși (97,03%), dar existau și minorități de mozaici (2,2%) și evanghelici\luterani (0,5%).
 Acest articol despre o localitate din județul Suceava este deocamdată un ciot. Puteți ajuta Wikipedia prin completarea lui.